# Sugerør
Et sugerør er et aflangt og hult cylinder som anvendes til at drikke væsker med, almindeligvis bruges sugerør ved festlige lejligheder. Farve, form og materiale varierer meget. De fleste er ensfarvet og kan bøjes få centimeter fra den ene ende for at anvendelighed er mere ergonomisk. Nogle sugerør kan også trækkes ud og dermed gøres længere. Denne mekanisme er især brugt ved sugerør vedhæftet brikjuice.
Sugerøret placeres med den ene ende i væsken og munden sættes om den anden ende og med munden suges væsken op i munden og den drikkes derefter.
I Argentina og nogle af landene omkring bruges sugerør af metal, ofte af sølv, kaldet en bombilla til at drikke mate.

## Andre anvendelser
Et sugerør kan også bruges som musikinstrument. For at spille på et sugerør må man bide den ene ende flad, hvorefter den fungerer lignende et dobbelt rørblad, som eksempelvis er benyttet ved en fagot. Man kan ændre tonen enten ved hjælp af embouchure eller ved at tildække små huller, man klipper i sugerøret.
I legen Tim Tam Slam laves et sugerør af kiksen Tim Tam.